# Stadland
Stadland är en kommun i det nordvästtyska distriktet Wesermarsch i delstaten Niedersachsen. Kommunens centralort är Rodenkirchen. Kommunen Stadland har cirka 8 000 invånare.

## Geografi

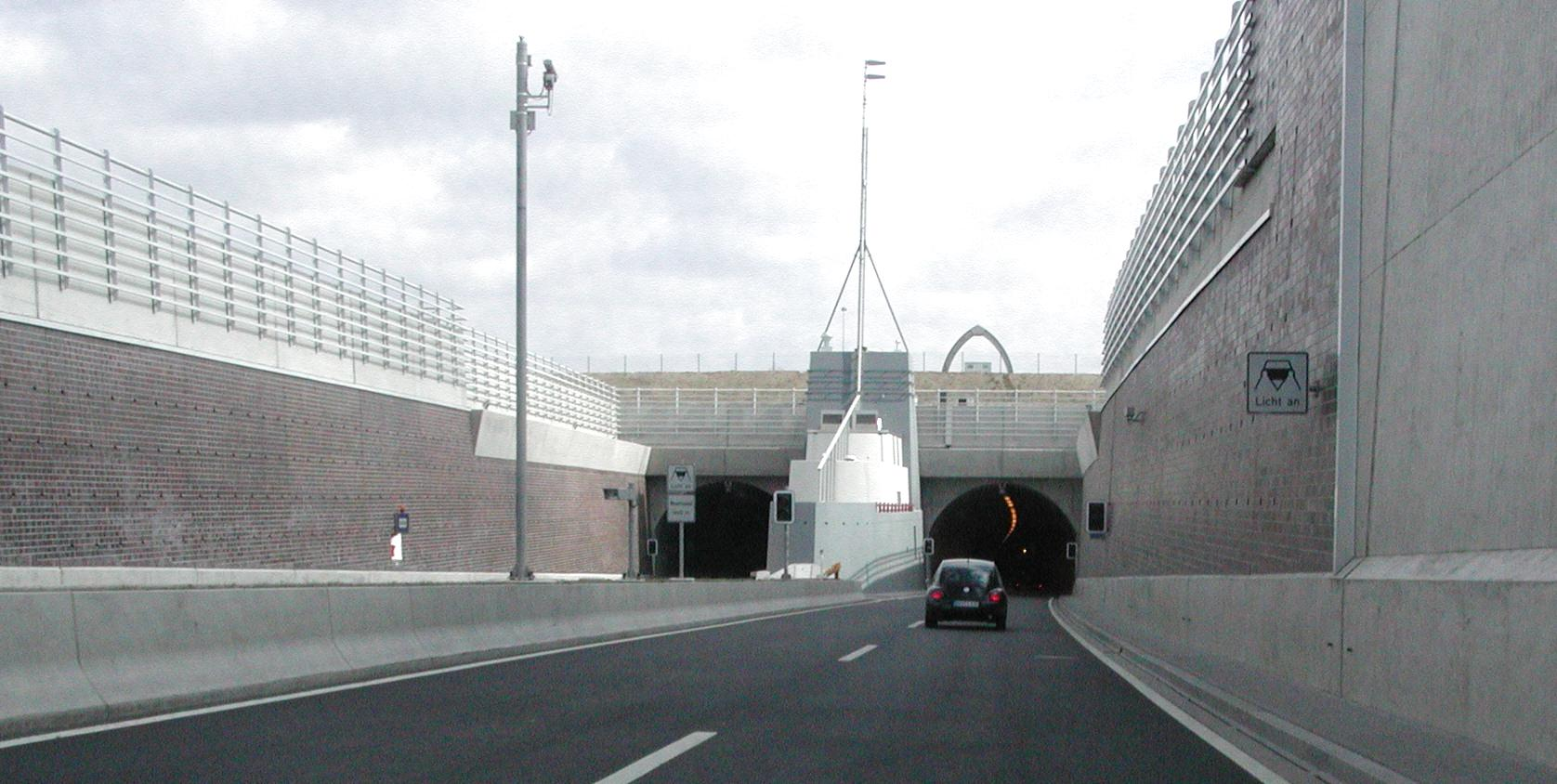
Wesertunneln vid Kleinensiel

Stadland ligger på en halvö mellan havsbukten Jadebusen och floden Unterweser. Stadland tillhör de mest låglänta områdena i Tyskland och ligger 1,2 meter över havet och 0,8 meter under havsnivån. Området präglas av ett stort antal kanaler och avvattningsdiken. Stadland skyddas mot översvämningar genom skyddsvallar mot Jadebusen och Weser.
Liksom för flera andra områden längs denna del av Nordsjökusten har historien präglats av närheten till havet, floden Wesers utlopp och de förändringar i landskapet som olika stormfloder har inneburit. Bebyggelsen i detta låglänta område låg först på konstgjorda kullar (terp) för att skydda mot översvämningar i samband med stormfloder. Stadland har vid olika tillfällen varit en ö. En stormflod år 1334 gjorde att området frigjordes från fastlandet och en stormflod 1362 innebar nya förändringar i landskapet. När grevskapet Oldenburg erövrade området började man att bygga skyddsvallar men först 1643 blev Stadland en del av fastlandet igen.

## Historia

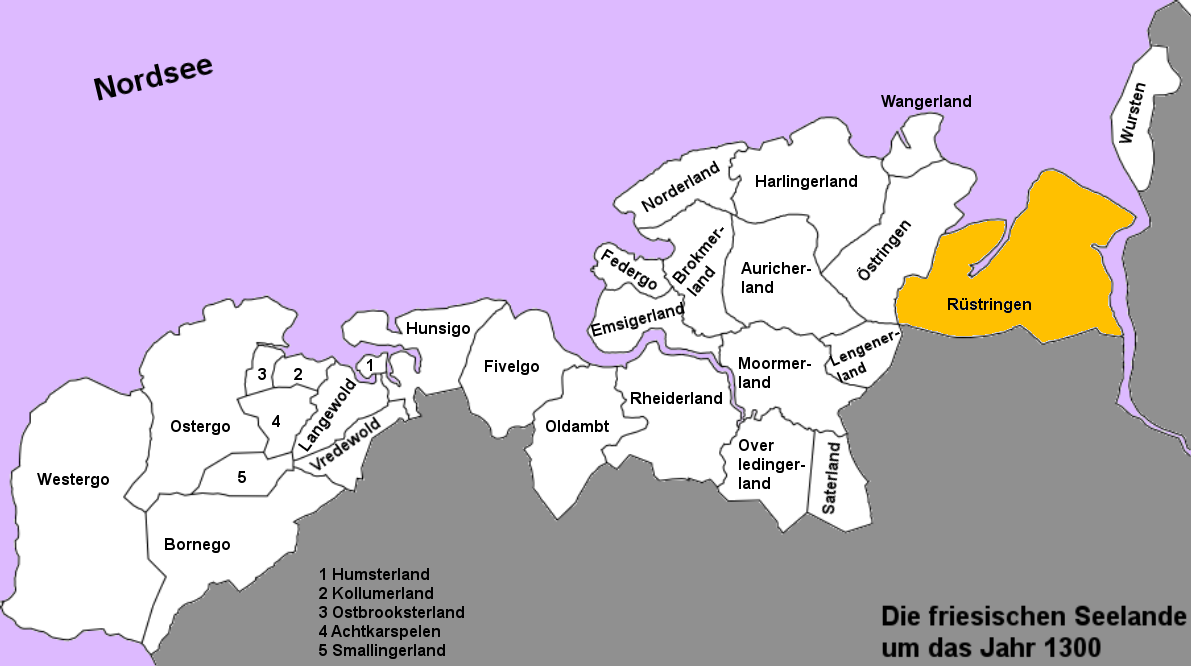
De frisiska landskapen kring år 1200, Rüstringen är orangefärgat

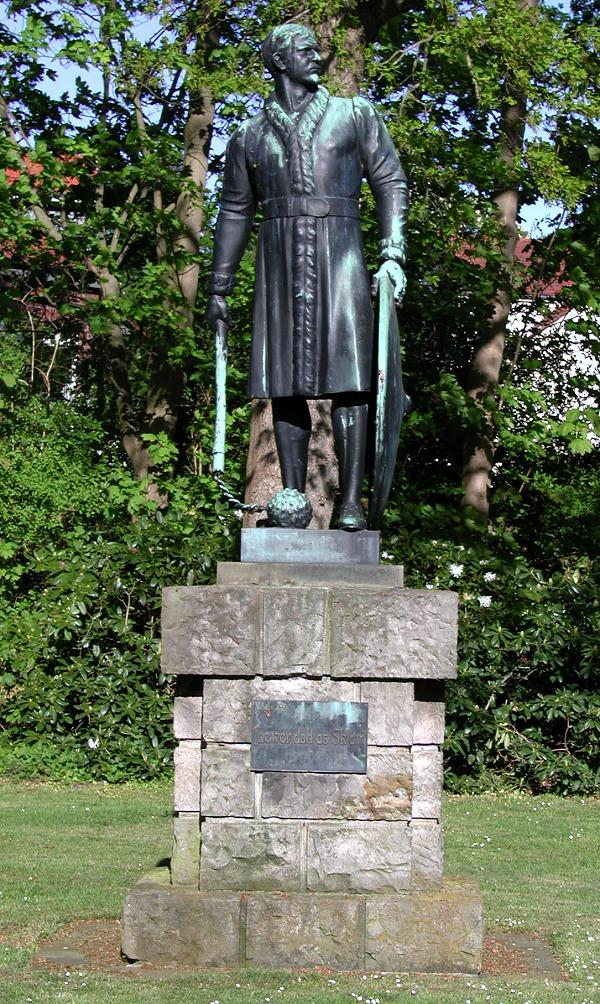
Hartwarder Friese, en staty till minne av slaget vid Hartwarder Landwehr i Rodenkirchen år 1514 då greve Johan V av Oldenburg erövrade Stadland

Under tidig medeltid tillhörde Stadland och Butjadingen det frisiska området Rüstringen vid Nordsjökusten. Stadland var vid denna tid en bonderepublik. 1300-talet präglades av en rad naturkatastrofer i samband med stormfloder som krävde tusentals döda och stora landförluster. År 1514 erövrades Stadland av Oldenburg med stöd från Bremen och huset Welf.
Den nuvarande kommunen Stadland bildades genom kommunreformen 1974 då de tidigare kommunerna Rodenkirchen, Schwei och Seefeld slogs ihop med Kleinensiel.

## Orter i Stadlands kommun
- Rodenkirchen är kommunens centralort och har ca 4 000 invånare. Orten är känd sedan 1244. Äldsta byggnad är Sankt Matteus-kyrkan
- Schwei har ca 1 500 invånaare. Runt Schwei finns ett flertal små orter, bland annat Norderschwei, Kötermoor, Süderschwei, Schweieraußendeich, Schweieraltendeich, Schweierfeld och Schwei-West.
- Seefeld grundades 1643 genom att området försågs med skyddsvallar och torrlades.
- Kleinensiel är kommunens minsta ort med ca 800 invånare. Nära orten ligger kärnkraftverket Unterweser som tillhör E.ON. Under drygt tusen år fanns en färjeförbindelse mellan Kleinensiel och Dedesdorf (Landkreis Cuxhaven) på andra sidan Weser. Denna färjeförbindelse upphörde 2004 då den nya Wesertunneln togs i bruk.

## Näringsliv
Stadlands näringsliv präglas av jordbruk och turism. Motorvägen A22 planeras att gå genom Stadland, bland annat genom den nybyggda Wesertunneln. Järnväg går till Rodenkirchen och Kleinensiel. Ett flertal cykelvägar går genom Stadland.